# Râul Valea de Izvoare
Râul Valea de Izvoare este un curs de apă, afluent al râului Rătășel. 